# Interlands Russisch voetbalelftal 1912-1914
Deze pagina toont een chronologisch en gedetailleerd overzicht van de interlands die het Russisch voetbalelftal heeft gespeeld in de periode 1912 – 1914.

## Interlands

### 1912
| Olympische Spelen 1912 |
| ---------------------- |

|                                                                            |                                |       |                     |                                                                                        |
| 30 juni Olympische Spelen Kwartfinale № 1 «onderlinge duels» 10:00 (UTC+1) | Finland                        | 2 – 1 | Rusland             | Tranebergs Idrottsplats, Traneberg Toeschouwers: 200 Scheidsrechter: Per Sjöblom (SWE) |
| 30 juni Olympische Spelen Kwartfinale № 1 «onderlinge duels» 10:00 (UTC+1) | Bror Wiberg 30' Jarl Öhman 80' |       | 71' Vasiliy Butusov | Tranebergs Idrottsplats, Traneberg Toeschouwers: 200 Scheidsrechter: Per Sjöblom (SWE) |

|                                                                                  | |        |         |                                                                                      |
| 1 juli Olympische Spelen Troosttoernooi № 2 «onderlinge duels» 17:00 uur (UTC+1) | Duitsland | 16 – 0 | Rusland | Råsundastadion, Solna Toeschouwers: 2.500 Scheidsrechter: Christiaan Groothoff (NED) |
| 1 juli Olympische Spelen Troosttoernooi № 2 «onderlinge duels» 17:00 uur (UTC+1) | Gottfried Fuchs 2', 9', 21', 28', 34', 46', 51', 55', 65', 69' Fritz Förderer 6', 27', 53', 66' Karl Burger 30' Emil Oberle 58' |        |         | Råsundastadion, Solna Toeschouwers: 2.500 Scheidsrechter: Christiaan Groothoff (NED) |

|  |  |  |  |  |  |  |  |  |

|                                                                   |           |       |                      |                                                                                           |
| 3 juli Vriendschappelijk № 3 «onderlinge duels» 10:00 uur (UTC+1) | Noorwegen | 2 – 1 | Rusland              | Tranebergs Idrottsplats, Traneberg Toeschouwers: 200 Scheidsrechter: George Bayness (RUS) |
| 3 juli Vriendschappelijk № 3 «onderlinge duels» 10:00 uur (UTC+1) | ?         |       | 55' Vasiliy Zhitarev | Tranebergs Idrottsplats, Traneberg Toeschouwers: 200 Scheidsrechter: George Bayness (RUS) |

|                                                                       |         | |           |                                                                                     |
| 14 juli Vriendschappelijk № 4 «onderlinge duels» 17:00 uur (UTC+2:30) | Rusland | 0 – 12 | Hongarije | Sokolniki Pitch, Moskou Toeschouwers: 3.000 Scheidsrechter: Alexander Schultz (RUS) |
| 14 juli Vriendschappelijk № 4 «onderlinge duels» 17:00 uur (UTC+2:30) |         | 17', 36', 64' Vilmos Kertész 39', 50', 69', 71', 90' Imre Schlosser 65', 73' Mihály Pataki 79' István Tóth 86' Sándor Bródy |           | Sokolniki Pitch, Moskou Toeschouwers: 3.000 Scheidsrechter: Alexander Schultz (RUS) |

|                                                                     |                     |       |                                                               |                                                                                     |
| 4 mei Vriendschappelijk № 5 «onderlinge duels» 16:00 uur (UTC+2:30) | Rusland             | 1 – 4 | Zweden                                                        | Sokolniki Pitch, Moskou Toeschouwers: 8.000 Scheidsrechter: Alexander Schultz (RUS) |
| 4 mei Vriendschappelijk № 5 «onderlinge duels» 16:00 uur (UTC+2:30) | Vasiliy Zhitarev 1' |       | 36' Seth Howander Karl Gustafsson Seth Howander Ivar Svensson | Sokolniki Pitch, Moskou Toeschouwers: 8.000 Scheidsrechter: Alexander Schultz (RUS) |

### 1913
|                                                                            |                     |       |                     |                                                                                     |
| 14 september vriendschappelijk № 6 «onderlinge duels» 16:30 uur (UTC+2:30) | Rusland             | 1 – 1 | Noorwegen           | Sokolniki Pitch, Moskou Toeschouwers: 4.000 Scheidsrechter: Alexander Schultz (RUS) |
| 14 september vriendschappelijk № 6 «onderlinge duels» 16:30 uur (UTC+2:30) | Valentin Sysoev 40' |       | 30' Johan Lauritzen | Sokolniki Pitch, Moskou Toeschouwers: 4.000 Scheidsrechter: Alexander Schultz (RUS) |

### 1914
|                                                                   |                                       |       |                           |                                                                                      |
| 5 juli Vriendschappelijk № 7 «onderlinge duels» 17:00 uur (UTC+1) | Zweden                                | 2 – 2 | Rusland                   | Råsunda Idrottsplats, Solna Toeschouwers: 1.200 Scheidsrechter: Hjalmar Bohlin (SWE) |
| 5 juli Vriendschappelijk № 7 «onderlinge duels» 17:00 uur (UTC+1) | Ragnar Wicksell 70' Ivar Svensson 87' |       | 51', 53' Vasiliy Zhitarev | Råsunda Idrottsplats, Solna Toeschouwers: 1.200 Scheidsrechter: Hjalmar Bohlin (SWE) |

|                                                                    |                    |       |                     |                                                                           |
| 12 juli Vriendschappelijk № 8 «onderlinge duels» 18:00 uur (UTC+1) | Noorwegen          | 1 – 1 | Rusland             | Frognerstadion, Oslo Toeschouwers: 6.000 Scheidsrechter: Daniel Eie (NOR) |
| 12 juli Vriendschappelijk № 8 «onderlinge duels» 18:00 uur (UTC+1) | Rolf Maartmann 44' |       | 5' Aleksandr Krotov | Frognerstadion, Oslo Toeschouwers: 6.000 Scheidsrechter: Daniel Eie (NOR) |

RFS · A-internationals · Bondscoaches · Selecties · Statistieken · Russisch vrouwenelftal · Rusland U21 · Rusland U20 · Rusland U19 · Rusland U18 · Rusland U17 · Rusland U16
1912 – 1914 · 
1992 – 1999 · 
2000 – 2009 · 
2010 – 2019 ·
2020 − 2029
EK 1992** · 
EK 1996 · 
EK 2004 · 
EK 2008 · 
EK 2012 · 
EK 2016 · 
EK 2020
WK 1994 · 
WK 1998 · 
WK 2002 · 
WK 2006 · 
WK 2010 · 
WK 2014 · 
WK 2018
OS 1912
1912 · 
1913 · 
1914 · 
1915–1991 · 
1992 · 
1993 · 
1994 · 
1995 · 
1996 · 
1997 · 
1998 · 
1999 · 
2000 · 
2001 · 
2002 · 
2003 · 
2004 · 
2005 · 
2006 · 
2007 · 
2008 · 
2009 · 
2010 · 
2011 · 
2012 · 
2013 · 
2014 · 
2015 · 
2016 · 
2017 · 
2018 ·
2019 ·
2020 ·
2021 ·
2022 ·
2023 ·
2024 ·
2025
Albanië ·
Algerije ·
Andorra · 
Argentinië ·
Armenië · 
Azerbeidzjan · 
België ·
Bolivia · 
Brazilië ·
Brunei ·
Bulgarije · 
Chili ·
Costa Rica ·
Cuba ·
Cyprus · 
Denemarken · 
Duitsland · 
Egypte ·
Engeland ·
El Salvador ·
Estland · 
Faeröer · 
 Finland · 
Frankrijk · 
Georgië · 
Ghana ·
Grenada ·
Griekenland · 
Hongarije ·
Ierland ·
IJsland ·
Irak ·
Iran ·
Israël · 
Italië ·
Ivoorkust ·
Japan ·
Joegoslavië ·
Kameroen ·
Kazachstan ·
Kenia ·
Kirgizië ·
Kroatië · 
Letland · 
Liechtenstein · 
Litouwen · 
Luxemburg ·  
Malta ·
Marokko · 
Mexico · 
Moldavië · 
Montenegro · 
Nederland · 
Nieuw-Zeeland ·
Noord-Ierland · 
Noord-Macedonië ·
Noorwegen · 
Oekraïne · 
Oezbekistan ·
Oostenrijk · 
Polen ·
Portugal ·
Qatar · 
Roemenië · 
San Marino · 
Saoedi-Arabië · 
Schotland · 
Servië · 
Slovenië · 
Slowakije · 
Spanje · 
Syrië ·
Tadzjikistan ·
Tsjechië · 
Tunesië ·
Turkije ·
Uruguay · 
Verenigde Arabische Emiraten · 
Verenigde Staten ·
Vietnam  ·
Wales · 
Wit-Rusland ·
Zuid-Korea · 
Zweden · 
Zwitserland
Algerije (2014) · 
België (2014) · 
België (2021) · 
Denemarken (2021) ·
Egypte (2018) ·
Engeland (2016) ·
Finland (2021) ·
Griekenland (2008) ·
Griekenland (2012) ·
Kroatië (2018) ·
Nederland (2008) ·
Polen (2012) ·
Saoedi-Arabië (2018) ·
Slowakije (2016) ·
Spanje (2008, groepsfase) ·
Spanje (2008, halve finale) ·
Spanje (2018) ·
Tsjechië (2012) ·
Uruguay (2018) ·
Wales (2016) ·
Zuid-Korea (2014) ·
Zweden (2008)
** = Onder de naam Gemenebest van Onafhankelijke Staten
België · Bohemen · Denemarken · Duitsland · Engeland · Finland · Frankrijk · Hongarije · Ierland · Italië · Luxemburg · Nederland · Noorwegen · Oostenrijk · Rusland · Schotland · Wales · Zweden · Zwitserland